# John Ciardi
Pour les articles homonymes, voir Ciardi.
John Anthony Ciardi, né le 24 juin 1916 à Boston et mort le 30 mars 1986 à Edison dans le New Jersey, est un poète, traducteur, éditeur et auteur américain de science-fiction.

## Biographie
Il étudie au Bates College puis diplômé en 1938 de l'université Tufts. L'année d'après Ciardi reçoit un Hopwood Award pour ses poèmes par l'université du Michigan. En 1942 il rejoint United States Army Air Corps.
En 1954 il finit la traduction de l'Enfer de Dante en version américaine, plus tard Le Purgatoire en 1961 et Le Paradis en 1970. John Ciardi est le premier à faire cette traduction dans l'étymologie américaine.
En 1957 il est lauréat du prix de Rome américain (Rome Prize) en littérature.
Dans les années 1960 et 1970, John Ciardi est directeur de la Conférence des écrivains de Bread Loaf, programme du Middlebury College.

## Œuvres
en français
- L'Hypnoglyphe, 1954 ((en) The Hypnoglyph, 1953)Sous le pseudonyme de John Anthony
- Les Robots meurent aussi, 1955 ((en) The bone that seeks, 1955)Sous le pseudonyme de John Anthony

en anglais
- Divine Comedy de Dante (traduction complète)
- Limericks, 1978 Isaac Asimov & John Ciardi
- The Selected Letters of John Ciardi
- Selected Poems, 1987 (University of Arkansas Press)
- Good Words to You, 1987 (étymologie)
- For Instance, 1979 (Poèmes)
- A Third Browser's Dictionary , (Akadine Pr)
- Stations of the Air: Thirty-Three Poems
- How Does a Poem Mean?, 1959
- Lives of X, 1971
- I Marry You, 1958 (poèmes)
- 39 Poems, 1959
- The Reason for the Pelican, 1959 (poèmes)